# Alex Scott

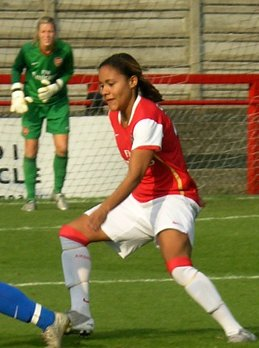
Alex Scott

Alexandra Virina "Alex" Scott, född den 14 oktober 1984 i London, är en engelsk fotbollsspelare (försvarare) som representerar Arsenal LFC och det engelska landslaget.
Hon var en del av Englands trupp under VM i Kanada. Hon fick speltid i lagets samtliga gruppspelsmatcher samt i semifinalen mot Japan. 
Scott gjorde sin debut i landslaget i en match mot Nederländerna den 18 september 2004. Hon har spelat 127 landskamper och har gjort 12 mål för England.